# Playa El Vivero
La Playa El Vivero, en el concejo de Ribadedeva, localidad de Pimiango, Asturias, España, es una playa que está considerada paisaje protegido, desde el punto de vista medioambiental (por su vegetación y en parte por paisaje kárstico). Por este motivo está integrada en el Paisaje Protegido de la Costa Oriental de Asturias, al igual que las estribaciones orientales de la sierra de Cuera, a escasa distancia y que confieren al paisaje de la playa un atractivo más
Es importante mencionar la presencia en la zona de aves incluidas entre el Catálogo de Especies Amenazadas, y en invierno abundan aves típicas de montaña, que utilizan con frecuencia los acantilados llaniscos.

La costa del municipio de Ribadedeva se extiende a lo largo de nueve kilómetros que en su mayoría son acantilados (como el Santiuste), y se despliegan entre la propia playa y la ría de Tina Mayor, en la desembocadura del río Deva.

## Descripción
La playa El Vivero es una cala en forma de concha, que presenta unos acceso difíciles, ya que o bien se accede a ella en marea baja desde la playa de La Franca (siendo un recorrido no carente de inconvenientes), o bien utilizando un empinado sendero que baja desde Pimiango.
Junto a las playas cercanas de : Playa Mendía (o Regolguero), El Osos, y La Franca, forma un conjunto de playas de gran interés turístico, pese a que sólo la de La Franca tiene unos accesos adecuados para su uso mayoritario; ya que se encuentran rodeadas de acantilados. Además, al no contar con instalaciones para turistas, ni con un acceso fácil, se mantienen en un estado de conservación medioambiental extraordinario, que les aporta mayor valor, en casos como en el de la playa de El Vivero les permite ser consideradas como terreno virgen.
El Vivero, ocupa parte de la ensenada de Mendía ( la cual se forma en marea baja cuando todas playas de Ribadedeva como La Franca, El Oso y El Vivero, entre otras quedan conectadas así como apartadas e inaccesibles calas) y tiene un acceso una vez pasado los pedregales que se inician en la playa de Mendía.